# Рябов Олександр Миколайович
Олександр Миколайович Рябов (1888, село Боброво Коломенського повіту Московської губернії, тепер Московської області, Російська Федерація — розстріляний 10 лютого 1938, місто Москва, тепер Російська Федерація) — радянський партійний і профспілковий діяч, відповідальний секретар Брянського губернського комітету ВКП(б), відповідальний секретар Замоскворіцького районного комітету ВКП(б) міста Москви. Член Центральної ревізійної комісії ВКП(б) у 1927—1934 роках.

## Життєпис
Народився в селянській родині. Освіта середня.
Член РСДРП(б) з 1906 року.
На 1923 рік — відповідальний інструктор ЦК РКП(б).
У 1925 — жовтні 1928 року — відповідальний секретар Брянського губернського комітету ВКП(б).
У грудні 1928 — 1930 року — відповідальний секретар Замоскворіцького районного комітету ВКП(б) міста Москви.
У 1931—1934 роках — голова ЦК Спілки робітників промислового, капітального і житлового будівництва.
У 1934 — серпні 1937 року — голова ЦК Спілки робітників будівництва важкої промисловості Центру і Півдня.
18 серпня 1937 року заарештований органами НКВС. Засуджений Воєнною колегією Верховного суду СРСР 8 лютого 1938 року до страти, розстріляний 10 лютого 1938 року. Похований на полігоні «Комунарка» біля Москви.
4 липня 1956 року реабілітований, посмертно поновлений у партії.